# Aleksander Miszalski
Aleksander Jan Miszalski (ur. 7 sierpnia 1980 w Krakowie) – polski polityk, przedsiębiorca i samorządowiec. Poseł na Sejm IX i X kadencji (2019–2024), od 2024 prezydent Krakowa.

## Życiorys
Absolwent II Liceum Ogólnokształcącego im. Króla Jana III Sobieskiego w Krakowie. Ukończył następnie trzy krakowskie uczelnie: Uniwersytet Ekonomiczny w Krakowie (kierunek stosunki międzynarodowe), Uniwersytet Jagielloński (kierunek socjologia) oraz Akademię Wychowania Fizycznego im. Bronisława Czecha (kierunek turystyka i rekreacja). W 2024 na podstawie rozprawy Specyfika zachowań turystów korzystających z usług krakowskich hosteli uzyskał na Uniwersytecie Ekonomicznym w Krakowie stopień doktora nauk społecznych w dyscyplinie nauk o zarządzaniu i jakości.
Zajął się prowadzeniem własnej działalności gospodarczej w branży turystycznej, został też sekretarzem Krakowskiej Izby Turystyki. Od 2005 do 2010 był przewodniczącym stowarzyszenia Forum dla Polski.
Od 2009 członek Platformy Obywatelskiej, w 2010 wszedł w skład jej zarządu w Krakowie, a w 2016 został przewodniczącym partii w mieście. W 2017 objął funkcję przewodniczącego PO w województwie małopolskim.
W 2006 i 2010 bez powodzenia kandydował do rady miejskiej. W 2011 zasiadł w radzie Dzielnicy I Stare Miasto. W 2014 po raz pierwszy wybrany na radnego Krakowa (dostał 2268 głosów). W wyborach samorządowych w 2018 uzyskał reelekcję, startując z ramienia komitetu wyborczego Jacka Majchrowskiego i zdobywając 9021 głosów (najwyższy wynik w okręgu).
W wyborach parlamentarnych w 2019 uzyskał mandat posła IX kadencji z ramienia Koalicji Obywatelskiej w okręgu wyborczym nr 13; otrzymał wówczas 15 987 głosów. W wyborach w październiku 2023 z powodzeniem ubiegał się o poselską reelekcję (z wynikiem 29 414 głosów). W listopadzie tego samego roku został ogłoszony kandydatem PO w zapowiedzianych na wiosnę 2024 wyborach na prezydenta Krakowa. Uzyskał również poparcie ze strony Nowej Lewicy. W I turze zajął pierwsze miejsce z wynikiem 37,21% głosów, w II turze pokonał Łukasza Gibałę, uzyskując 51,04% głosów. Urząd prezydenta Krakowa objął 7 maja 2024.

## Wyniki wyborcze
| Wybory | Komitet wyborczy         | Komitet wyborczy                              | Organ               | Okręg | Wynik          |
| ------ | ------------------------ | --------------------------------------------- | ------------------- | ----- | -------------- |
| 2006   |                          | KWW Młodzi Razem                              | Rada Miasta Krakowa | nr 1  | 80 (0,28%)     |
| 2010   |                          | Platforma Obywatelska                         | Rada Miasta Krakowa | nr 1  | 1269 (3,12%)   |
| 2014   | 2268 (7,68%)             | Platforma Obywatelska                         | Rada Miasta Krakowa | nr 1  |                |
| 2018   |                          | KWW Jacka Majchrowskiego – Obywatelski Kraków | Rada Miasta Krakowa | nr 1  | 9021 (17,37%)  |
| 2019   |                          | Koalicja Obywatelska                          | Sejm IX kadencji    | nr 13 | 15 987 (2,46%) |
| 2023   | Sejm X kadencji          | Koalicja Obywatelska                          | 29 414 (3,88%)      | nr 13 |                |
| 2024   | Prezydent Miasta Krakowa | Prezydent Miasta Krakowa                      | 110 556 (37,21%)    |       |                |
| 2024   | Prezydent Miasta Krakowa | Prezydent Miasta Krakowa                      | 133 703 (51,04%)    |       |                |